# Narodowosocjalistyczny Ruch Chile

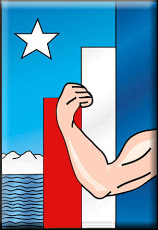
Godło używane przez Ruch Narodowo-Socjalistyczny Chile.

Movimiento Nacional Socialista de Chile – skrajnie prawicowy ruch polityczny w Chile, który początkowo wspierał i propagował idee Adolfa Hitlera, a później przesunął się w kierunku bardziej umiarkowanych form faszyzmu.
Ruch ten został założony w kwietniu 1932 roku przez generała Diaza Valderramę, Carlosa Kellera (głównego ideologa grupy) i Jorge Gonzáleza von Maréesa (który został jego liderem). Początkowo ugrupowanie to wspierało silnie idee nazizmu, mając charakter silnie antysemicki. Otrzymywało finansowe wsparcie od mniejszości niemieckiej zamieszkującej Chile i szybko osiągnęło pułap 20 tys. członków. Ruch opowiadał się m.in. za systemem jednopartyjnym, korporacjonizmem i solidarnością międzyklasową. Bardzo szybko utworzył swe paramilitarne bojówki.
Organizacja utrzymywała kontakt z NSDAP/AO (Zagraniczny oddział Narodowo-Socjalistycznej Niemieckiej Partii Robotników), który umiejętnie podtrzymywał antysemickie poglądy grupy.
We wrześniu 1938 roku organizacja próbowała przeprowadzić zamach stanu, stłumiony przez rząd. Ruch jednak przetrwał i kontynuował swą działalność pod nazwą Vanguardia Popular Socialista (od 1939), jednakże nie udało mu się odzyskać dawnej popularności i został rozwiązany w 1941 roku, a samego von Maréesa internowano.